# Ливатино, Розарио
Роза́рио А́нжело Ливати́но (итал. Rosario Angelo Livatino; 3 октября 1952, Каникатти, Сицилия — 21 сентября 1990, Агридженто, Сицилия) — итальянский судья, борец с мафией, мученик, блаженный католической церкви.

## Биография
После окончания классического лицея, с 1971 до 1975 год обучался на факультете права Палермского университета. 
В 1977—1978 годах работал заместителем директора секретариата правительства Агридженто. 
В 1979 году стал помощником прокурора при суде Агридженто и занимал эту должность до 1989 года. 
В качестве заместителя прокурора республики в 1980-х годах занимался расследованием не только преступлений мафии, но также взяточничества и коррупции. Затем работал судьёй на Сицилии. В течение своей карьеры Ливатино работал против коррупции и добился успеха в ряде уголовных дел, добившись ареста крупных денежных сумм, имущества и арестов высокопоставленных деятелей организованной преступности.
21 сентября 1990 года он был убит, когда ехал без охраны в суд, от рук четырёх киллеров мафии. Он был в своём старом Ford Fiesta, когда его протаранил автомобиль убийц. Ливатино, уже раненный выстрелом в плечо, отчаянно пытался бежать через соседние поля, но через несколько десятков метров убийцы настигли его и застрелили.

## Память
- 21 декабря 2020 года Папа Римский Франциск подписал декрет о его мученической смерти, открыв тем самым путь к его беатификации, которая состоялась 9 мая 2021 года в соборе Агридженто.

- Учреждена Международная премия за справедливость имени Розарио Ливатино.
- В одном из муниципалитетов Рима, в Остии, появилась новая студенческая резиденция, названная в честь Розарио Ливатино[4].